# クンバー
クンバー（Kumbha, 1427年頃 - 1468年）は、北インドのラージャスターン地方、メーワール王国の君主（在位：1433年 - 1468年）。クンバカルナ・シング（Kumbhakarna Singh）とも呼ばれる。

## 生涯
1427年頃、メーワール王国の君主モーカルの息子として誕生した。
1433年、父モーカルが暗殺されたことにより、クンバーが王位を継承した。彼は内部の敵を倒して自身の地位を固めたが、このときマールワール王国の君主ラン・マルの助力を得た。
その後、クンバーはブーンディー王国、コーター王国、ドゥーンガルプル王国の征服をはじめた。コーターはマールワー・スルターン朝、ドゥーンガルプルはグジャラート・スルターン朝にそれぞれ忠誠を払っていたため、メーワール王国はマールワー・スルターン朝とグジャラート・スルターン朝と対立することとなった。
1440年、クンバーはマールワー・スルターン朝、グジャラート・スルターン朝の連合軍に対して、十万の歩兵・騎兵、1400の象軍で相手した。そして、連合軍に壊滅的な打撃を与え、首都チットールガルには記念塔たるヴィジャイ・スタンバーが建てられた。全長37メートル、9階建てのこの塔は1448年に完成した。
1442年11月、マールワー・スルターン朝の君主マフムード・シャーはメーワール王国に遠征を行った。いくつかの都市を占領したのち、雨期に入ったので王国内にとどまった。
1443年4月、クンバーはマフムード・シャーの陣営に攻撃をかけた。この攻撃により打撃を受けたマフムード・シャーはマールワーの首都マーンドゥーに帰還した。
同年11月、マフムード・シャーはメーワール王国に再び侵攻し、いくつかの都市を占領した。だが、彼はチットールガルは占拠しなかった。
1446年10月、マフムード・シャーはマーンダルガルを攻撃したが、反撃にあってこれは成功しなかった。その後、マールワーはメーワールを10年間攻撃することはなかった。
また、クンバーはのち、マールワー・スルターン朝と敵対するグジャラート・スルターン朝、デリー・スルターン朝と同盟を結んだ。クンバーはグジャラート・スルターン朝、デリー・スルターン朝から「ヒンドゥー・スラトラーナー」（ヒンドゥーのスルターン）の称号を与えられた。
1453年あるいは1454年、ナーガウルの支配者フィールーズ・ハーンが死亡した。その息子であるシャムス・ハーンは叔父ムジャーヒド・ハーンから支配者の地位を奪うため、クンバーに援助を求めた。クンバーはシャムス・ハーンを援助し支配者の地位に昇らせたが、のちにグジャラート・スルターン朝と結ぼうとしたことに腹をたて、1456年にナーガウルとその周辺都市を占拠した。
同年、グジャラート・スルターン朝はこれに対しメーワール王国へ進軍、シローヒーを占領、クンバルメールを攻撃した。その際、グジャラート・スルターン朝はメーワール王国を攻撃するため、マールワー・スルターン朝と戦利品を分割する条約をチャーンパーネールで締結していた。だが、クンバルメールを占拠できず、メーワール王国の首都チットールガルへの進軍ははばまれた。
1456年、マールワー・スルターン朝のマフムード・シャーはアジュメールを占領、12月にはマーンダルガルを占拠した。アジュメールには地方長官が置かれ、その間にはグジャラート・スルターン朝が二度クンバルガルを包囲した。だが、ここでマールワール王国の君主ジョーダーがマンドールを確保した。これにより、クンバーは多方向からの攻撃に耐えることができ、これらを撃退した。
1458年、グジャラート・スルターン朝の君主アフマド・シャー2世が死亡し、グジャラートの軍勢は引き上げた。マフムード・シャーもまたこれを機に撤退し、戦闘は終結した。
クンバーはこのようにマールワー・スルターン朝、グジャラート・スルターン朝の軍勢をたびたび打ち破った。彼はマールワーとグジャラートの二強国との戦いで不利な状況に置かれても、それをものともせず、ランタンボールなどの外縁地域を除いてはその征服地を多く維持できた。また、クンバーはメーワール王国内に32の城塞を建築したが、その中でもクンバルガルが今が一番立派であった。
また、クンバーは王国では学者を保護し、彼自身も学者であって、いくつも本を書いた。彼は灌漑のために人造湖や貯水池を掘らせたり、また彼の時代にはいくつか寺院が建設されたが、その石切りや彫刻の技術が最高度の段階にあった。
1468年、クンバーは自分の息子ウダイ・シングによって暗殺された。